# L'Escalade
L'Escalade, celebrada a 12 de dezembro em  Genebra, marca a vitória da população da cidade depois do ataque perpetrado pelas tropas de Carlos Emanuel I de Saboia, na noite de 11 a 12 de dezembro de 1602. O nome provém do facto de os atacantes terem usado escadas para escalar as muralhas da cidade.

## Contexto histórico
Por vários anos, os Duques de Saboia cobiçavam a rica e próspera cidade. Quando Carlos Emanuel I sobe ao trono, projecta fazer de Genebra a capital do norte dos Alpes e, simultaneamente, combater, o calvinismo. É o que tenta fazer nessa noite mas sem sucesso.
Depois da derrota, Carlos Emanuel I é obrigado a aceitar uma paz duradoura selada pelo tratado de Saint-Julien, a 21 de julho de 1603.

## Festividades

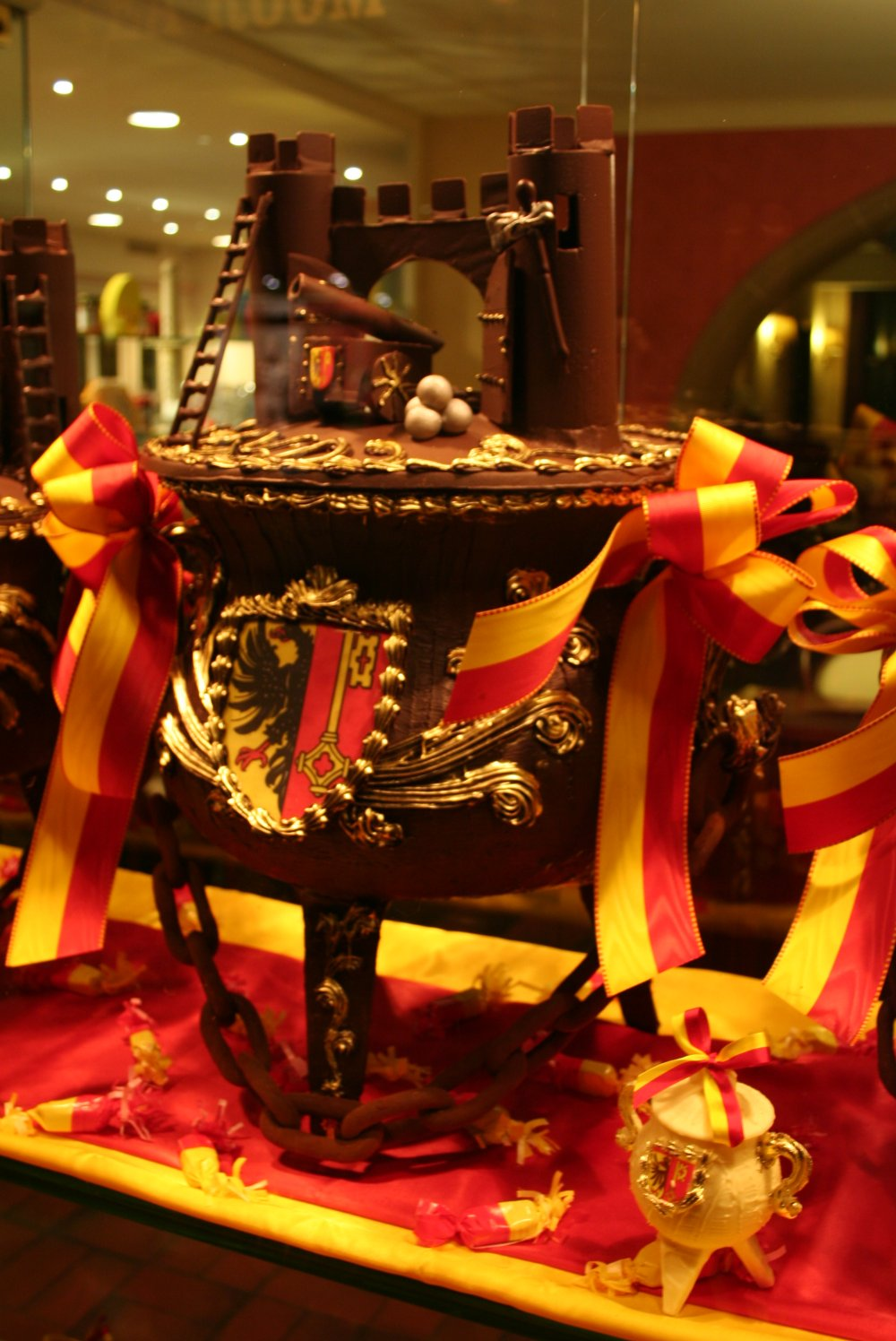
A Marmite de l'Escalade

Dado a alarme pelos soldados a posto, faz-se tocar la Clémence, o grande sino da Catedral de São Pedro de Genebra, que acorda a população, que se defende por todos os meios. A Mère Royaume, tal como uma padeira de Aljubarrota genebrina, teria deitado sobre os assaltantes um pote com sopa a ferver que estava a preparar. Para celebrar tal feito neste dia feriado em Genebra, as crianças partem a Marmite de l'Escalade, feita de chocolate.

## Companhia de 1602
Em 1898 um grupo de cidadãos funda a Associação patriótica genebrina para a renovação de l'Escalade. A associação é rebaptizada em 1962 com o nome de Companhia de 1602. É ela que oficialmente preside a todas as festividades dessa celebração, nomeadamente o  cortejo histórico, celebrações que têm lugar desde 1978.

## Corrida da Escalada
Paralelamente começou a organizou-se uma corrida que percorre o centro histórico e hoje atrai mais de 20 000 participantes divididos em categorias e segundo as idades. 
Desde 1991 que se realiza também uma corrida popular com adultos e crianças disfarçados, conhecida como La marmite. 